# Batalha de Délio
A Batalha de Délio aconteceu durante a guerra do Peloponeso no princípio do inverno de 424 a.C., nas imediações da pequena cidade beócia de Délio, na Grécia, situada não distante da fronteira com Ática e na qual se encontrava um santuário dedicado a Apolo.

## Antecedentes
Em 424 a.C., os beócios, insatisfeitos com seus governos e querendo estabelecer democracias, discutiram a política com os generais atenienses Hipócrates e Demóstenes, e prometeram entregar as cidades da Beócia para eles.
Os atenienses dividiram seu exército em dois, um deles, sob o comando de Demóstenes, invadiu a Beócia, mas, como os beócios tinham sido avisados da traição, ele se retirou sem fazer nada; o outro, sob comando de Hipócrates, capturou Délio, e fortaleceu a cidade, esperando o ataque dos beócios.
Pagondas, comandante dos beócios, atacou Délio com um grande exército, formado por 20.000 soldados de infantaria e cerca de 1000 de cavalaria. Os atenienses, apesar de estarem em maior número, não estavam bem equipados, e abandonaram a cidade às pressas.

## A Batalha
O exército beócio formou-se, com os tebanos no lado direito, os orcomênios no esquerdo, o centro formado por outros beócios e primeira linha formada por um grupo seleto de 300 soldados. Os atenienses foram forçados a entrar na batalha sem estarem formados. A cavalaria ateniense derrotou a cavalaria inimiga, mas os atenienses que lutavam contra os tebanos foram derrotados e fugiram, mesmo os demais tendo vencido os beócios e os posto em fuga. Os tebanos voltaram da perseguição e atacaram os atenienses, e estes fugiram.

## Consequências
Alguns atenienses se refugiaram em Oropo e outros em Délio, outros fugiram para os barcos, e outros se espalharam; as perdas beócias foram mais de 500, e as perdas atenienses várias vezes este número, não sendo maior pela chegada da noite.
Em seguida, os tebanos atacaram Délio e capturaram a cidade; muitos morreram honrosamente, e 200 foram capturados.
No ano seguinte, a população de Escíone, desprezando os atenienses após a derrota destes em Délio, entregou a cidade a Brásidas, comandante das forças lacedemônias na Trácia.